# Epidromia delinquens
Epidromia delinquens là một loài bướm đêm trong họ Erebidae.